# 假肉荳蔻
假肉荳蔻（學名：Monodora myristica）是屬於番荔枝科的一種熱帶樹木，原產於非洲。種子可以做香料，又名卡拉巴什肉荳蔻（calabash nutmeg），牙買加肉荳蔻，非洲肉荳蔻。

從前曾經將假肉荳蔻的種子當做是肉荳蔻的替代品，在各地的市場裡以低廉的價格販售。現在除了在產地外，已經很少有這種情形了。

## 分布
假肉荳蔻原產於非洲的常綠森林裡，包括賴比瑞亞、奈及利亞、喀麥隆、加納、安哥拉、烏干達及肯亞西部。

在18世紀時，由於販賣奴隸的關係，假肉荳蔻樹被引進到加勒比海的島嶼種植，並且在那裡繁衍開來，因而被稱為牙買加肉荳蔻（Jamaican nutmeg）。1897年，假肉荳蔻被引種到印尼的茂物植物園，在植物園裡這種植物會正常開花，不過卻不會結果。假肉荳蔻會開像蘭花一樣的花，花很大，因此也被栽培做為觀賞樹木。

## 形態特徵
假肉荳蔻樹可以長到35公尺高，樹幹胸徑可達2公尺粗，有一個明顯的主幹，支幹水平分出。葉互生，下垂。葉片橢圓形、長橢圓形或葉頂端最寬向下逐漸變細。
花長在新生枝條的基部，花單生，下垂。花大而且有香味。花梗長20公分，上面生有葉狀的苞片。花萼長2.5公分，上面有紅色斑紋。花冠由六片花瓣組成，外層的三片花瓣長約10 公分，瓣緣波狀卷曲，瓣上有紅色、綠色及黃色的斑紋。內層的花瓣三角形，三片合成錐體狀，瓣黃白色，上面有紅色斑紋。花為雌蕊先熟花（protogynous），在雄蕊的花藥成熟釋放出花粉之前，雌蕊的柱頭就已經先成熟，可以接受其他花的花粉，這樣的機制可以避免自花授粉。假肉荳蔻的花是蟲媒花，是由昆蟲來授粉。
果實是一種漿果，球形，果徑約20公分，外表光滑，果皮綠色。果實會漸漸的木質化。果梗長達60公分。果實裡面有很多種子，種子長橢圓形，淡褐色，長約1.5公分。種子周圍由果肉包住，果肉白色，有香味。種子含有5-9％無色的精油。

## 用途

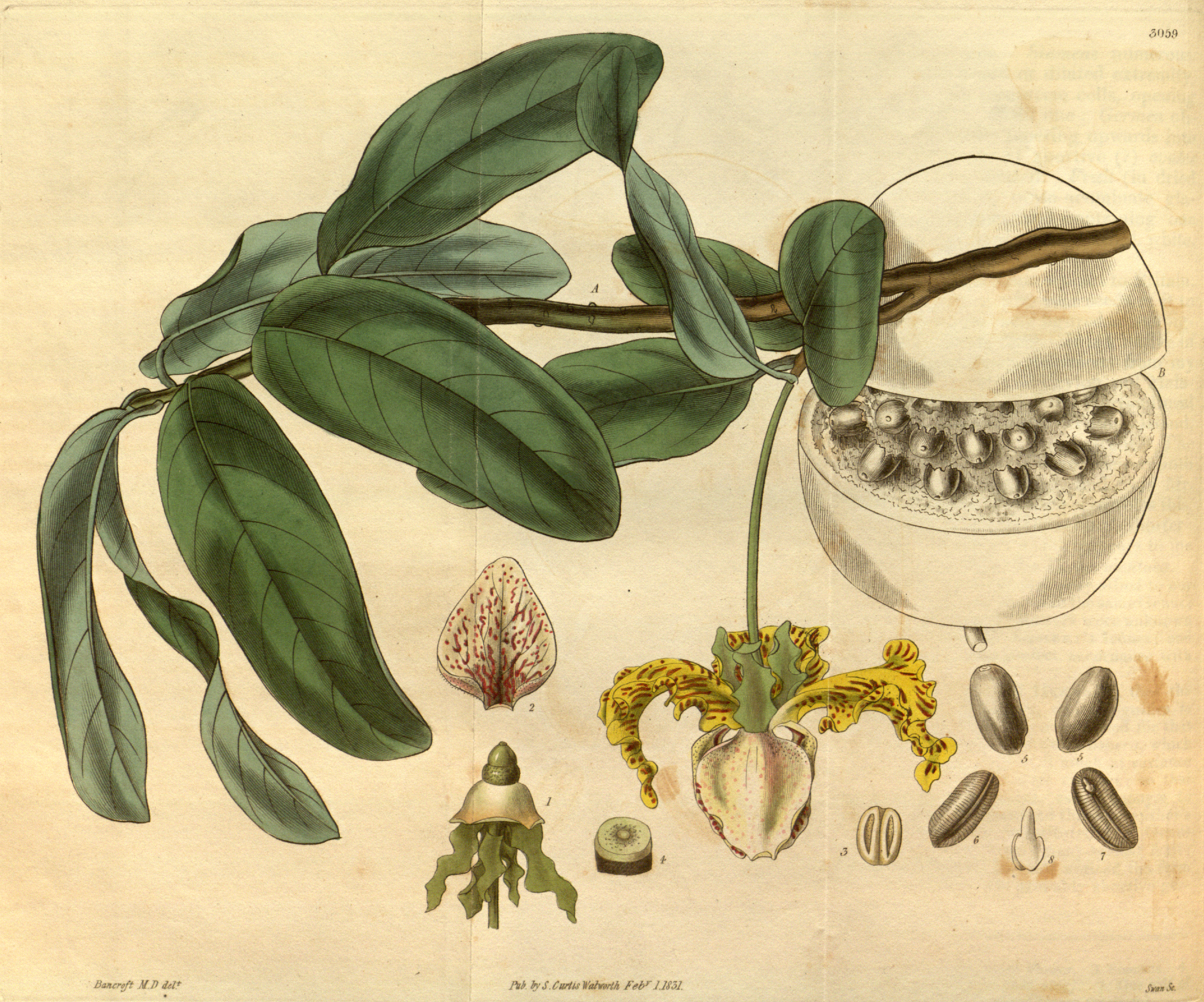
柯蒂斯植物學雜誌內的插圖 (1831)

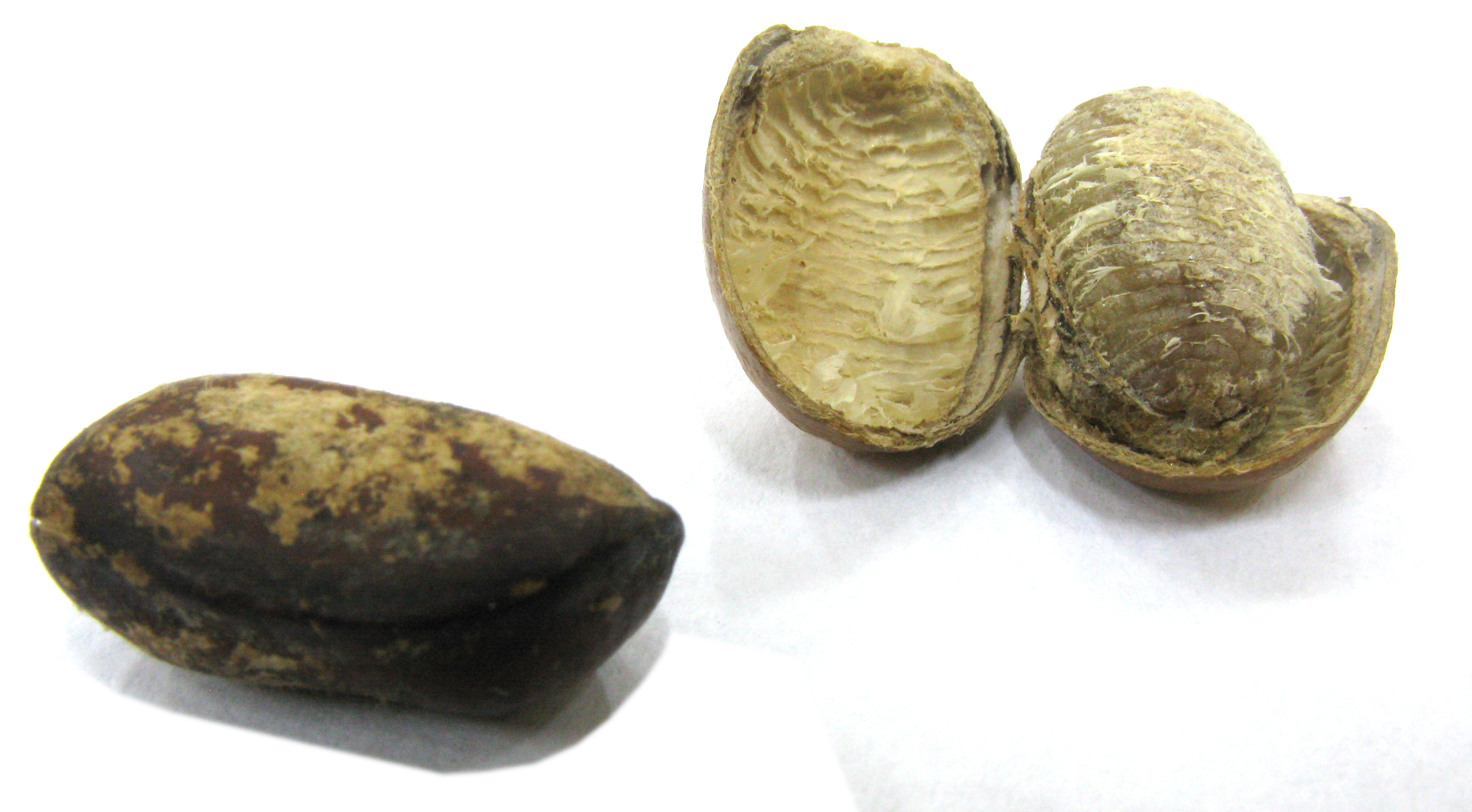
假肉荳蔻的種子

種子的氣味及味道和肉荳蔻類似，在非洲西部的飲食中，它是一種很普遍的香料。從野生的假肉荳蔻樹上採集果實，取出種子乾燥後，直接出售或磨成粉後再出售，可以用來燉菜煮湯，做蛋糕和甜點。
種子可以做藥材，可當作興奮劑，健胃藥，治療頭痛、潰瘍，也可作為驅蟲劑。樹皮用於治療胃痛，發熱疼痛，眼部疾病和痔瘡。
假肉荳蔻樹的木材很堅硬，而且在木工作業時很容易加工，常用於製作木製器具，蓋房子及細木工上。
種子可以作成項鍊當作裝飾品。

## 化學成分
葉子含有β-石竹烯（β-caryophyllene），α-蛇麻烯（α-humulene），α-松烯（α-pinene）。種子含有α-水芹烯（α-phellandrene），α-松烯，月桂烯，檸檬烯，松烯。

## 外部連結
- 维基共享资源上的相關多媒體資源：假肉荳蔻
- Recipe for West African 'Fish Rub' incorporating Calabash Nutmeg
- Recipe for Nigerian 'Isi Ewu' (Goat Stew) incorporating Ehuru